# Jahongir Vohidov
Jahongir Vohidov (1995) is een Oezbeeks schaker. In 2011 werd hij Internationaal Meester (IM). Hij is sinds 2014 een grootmeester (GM).
Vohidov was gedeeld winnaar van het prestigieuze Hastings International Chess Congress in 2013/14 en 2015/16. Ook kwalificeerde hij zich voor de Wereldbeker schaken 2017, waarin hij in ronde 1 werd uitgeschakeld door Peter Svidler.
In 2021 kwalificeerde hij zich opnieuw voor de Wereldbeker schaken. Hij won in de eerste ronde van Levan Pantsulaia met 1½-½, won in de tweede ronde van Leinier Domínguez Pérez met 3-1, en werd in ronde drie uitgeschakeld door Pavel Ponkratov.
Bij de 44e Schaakolympiade, gehouden in 2022, won Vohidov, spelend aan het 4e bord, in de beslissende partij in de laatste ronde van de Nederlandse schaker Max Warmerdam, waarmee Oezbekistan deze laatste match won, en daarmee ook de Schaakolympiade.
In oktober 2022 was zijn Elo-rating 2607.

## Externe koppelingen
- (en)   Informatie over schaakpartijen van Jahongir Vohidov op ChessGames.com
- (en)   Informatie over schaakpartijen van Jahongir Vohidov op 365chess.com
- (en)  FIDE-ratinggegevens voor Jahongir Vohidov